# Provinzialverband Schlesien

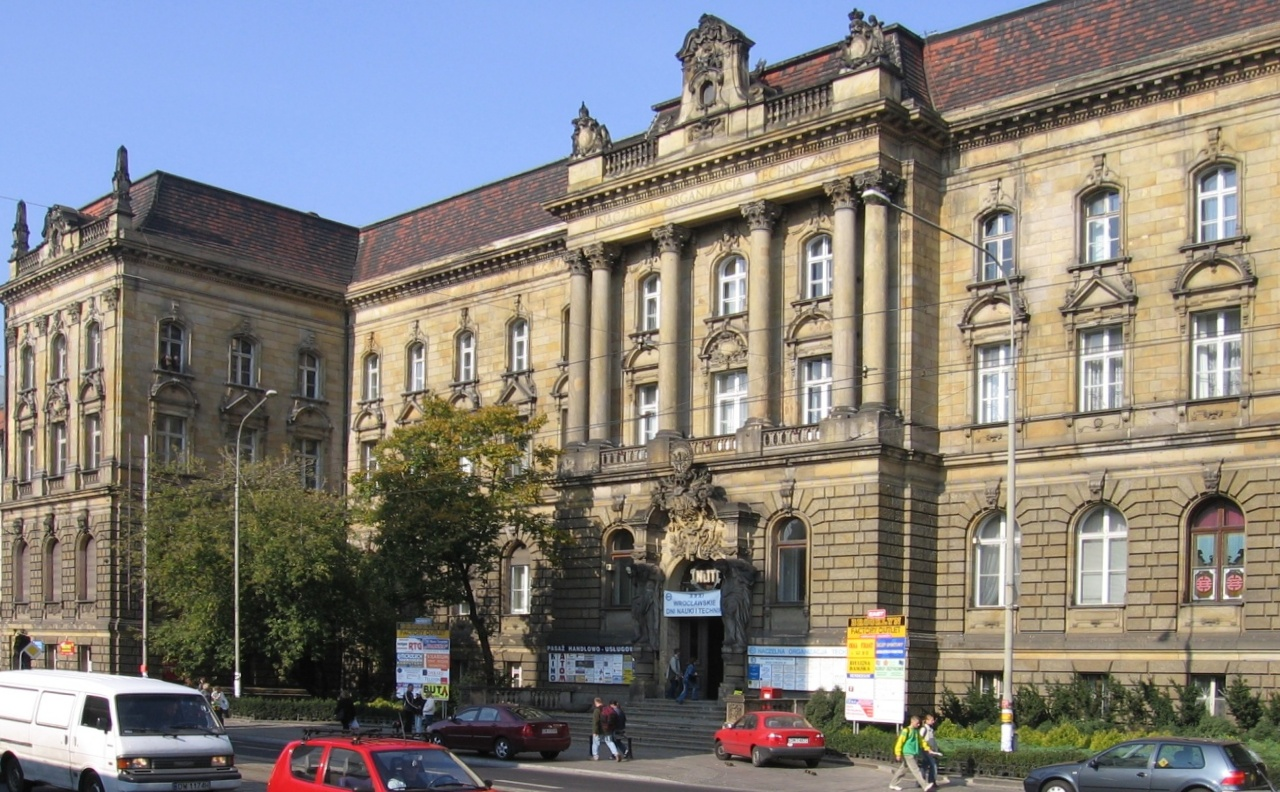
Landeshaus der Provinz Schlesien

Der Provinzialverband Schlesien war ein Höherer Kommunalverband, der von 1876 bis 1919 und nochmals von 1938 bis 1941 auf dem Gebiet der preußischen Provinz Schlesien bestand.

## Struktur
Die Provinzialverwaltung entstand 1875 durch Gesetz aus dem Landesarmenverband. Ihre Organe waren der Provinziallandtag, der Provinzialausschuss und der Landeshauptmann als Chef der Verwaltung. Ihm waren Landesräte und Landesbauräte als Dezernenten beigegeben. Der Landeshauptmann war Vorsitzender des jeweiligen Verwaltungsorgans.

## Sitz
Die Provinzialverwaltung Schlesien saß im Landeshaus der Provinz Schlesien in Breslau.

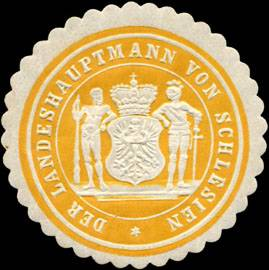
Landeshauptmann von Schlesien – Siegelmarke

## Landeshauptmann (Schlesien)
Der Landeshauptmann war der Leiter der Verwaltung des Provinzialverbandes. Er wurde vom Provinziallandtag gewählt. Die Inhaber dieses Amtes waren:
1877–1885: Uthmann
1885–1895: Wilhelm von Klitzing (1828–1894)
1895–1900: Konrad von Roeder (1833–1900)
1900–1915: Hermann Karl Freiherr von Richthofen (1860–1915)
1915–1916: Leo von Busse (1876–1916)
1917–1924: Georg von Thaer (1872–1946)

## Teilung
8. November 1919 – Bildung der neuen Provinz Oberschlesien aus dem Regierungsbezirk Oppeln, bisher Provinz Schlesien;
Umbenennung der Provinz Schlesien in Niederschlesien. Nach der Teilung der staatlichen Provinzialbehörden wurde nunmehr auch der alte Provinzialverband Schlesien in die beiden neuen Selbstverwaltungskörperschaften Niederschlesien und Oberschlesien geteilt.